# Fontane-Literaturpreis der Fontanestadt Neuruppin und des Landes Brandenburg
Der Fontane-Literaturpreis der Fontanestadt Neuruppin und des Landes Brandenburg, kurz Fontane-Literaturpreis, ist ein nach Theodor Fontane benannter Literaturpreis, der 1994 von der Stadt Neuruppin gestiftet wurde und seit 2019 in Kooperation mit dem Land Brandenburg alle zwei Jahre vergeben wird. Mit dem Preis sollen laut der Vergaberichtlinie Autoren unterstützt werden, die „erstmalig mit einem literarischen Werk ein herausragendes öffentliches Interesse“ gefunden haben. Seit 2019 ist der Preis mit 40.000 Euro dotiert. Mit dem Preisgeld wird ein zweijähriges Stipendium für den Preisträger finanziert.

## Geschichte
Im Jahr 1994 – in diesem Jahr wurde der 175. Geburtstag Theodor Fontanes gefeiert – stiftete Fontanes Geburtsstadt Neuruppin den Fontane-Preis der Stadt Neuruppin. Dieser umfasste zwei Preise: den mit 5000 Euro dotierten Fontane-Preis für Literatur (oder Fontane-Literaturpreis) als Hauptpreis und den geringer dotierten Fontane-Förderpreis für Kunst und Kultur. Später wurden die beiden Preise eigenständig, aus dem Förderpreis wurde der Fontane-Kulturpreis der Fontanestadt Neuruppin.
Bis 2010 wurde der Fontane-Literaturpreis etwa alle fünf Jahre verliehen, mit Ausnahme einer Sonderverleihung im Fontanejahr 1998 (100. Todestag Fontanes). Von 2010 bis 2016 erfolgte die Preisvergabe alle zwei Jahre. Die nächste Verleihung fand im Fontanejahr 2019 statt (200. Geburtstag Fontanes).
Die Verleihung fand, wie auch beim Fontane-Förderpreis für Kunst und Kultur, ursprünglich am 30. Dezember des Vergabejahres statt, dem Geburtstag Theodor Fontanes. Seit 2010 ist die Preisverleihung Teil der Fontane Festspiele, die die Stadt Neuruppin in der Regel alle zwei Jahre zu Pfingsten veranstaltet.
Anlässlich des 200. Geburtstages von Theodor Fontane im Jahr 2019 wurde der Preis zum Fontane-Literaturpreis der Fontanestadt Neuruppin und des Landes Brandenburg. Durch die Kooperation mit dem Land Brandenburg konnte die Dotierung auf 40.000 Euro angehoben werden. Fortan soll die Verleihung im Zweijahresturnus erfolgen.

## Heutige Bezeichnung
Zum heutigen Namen heißt es in der Richtlinie, nur die beiden Namensformen Fontane-Literaturpreis der Fontanestadt Neuruppin und des Landes Brandenburg und als Kurzfassung Fontane-Literaturpreis seien zulässig. Diese Regelung ist jedoch für die Allgemeinheit nicht verbindlich.
Gelegentlich wird der Fontane-Literaturpreis einfach Fontane-Preis genannt,  obwohl es mehrere andere Fontane-Preise gab und gibt, insbesondere bis heute den Fontane-Preis der Akademie der Künste in Berlin. Die Bezeichnung Fontane-Preis wird sogar im ersten Satz auf der Website des Fontane-Literaturpreises  verwendet (Stand Juli 2023), und die Adresse der Website  lautet fontanepreis.de (nicht fontane-literaturpreis.de).

## Ausrichtung
Als der Fontane-Literaturpreis noch allein von der Stadt Neuruppin verantwortet wurde, waren als Preisträger herausragende Reiseschriftsteller, Journalisten oder literarische Reporter vorgesehen. Dies wurde mit der Tätigkeit Theodor Fontanes begründet. Außerdem konnten Übersetzer des Werks von Theodor Fontane nominiert werden. Weiter hieß es in der Richtlinie: „Für die Auszeichnung kann das gesamte literarische Schaffen eines Autors oder auch ein hervorragendes Werk maßgeblich sein.“
Der Fontane-Literaturpreis wird seit 2019 gemeinsam durch den Bürgermeister von Neuruppin und das Ministerium für Wissenschaft, Forschung und Kultur des Landes Brandenburg vergeben. Mit dem Preis soll nun zum einen auf die Bedeutung Fontanes für Neuruppin und Brandenburg hingewiesen werden. Zum anderen sollen damit Autoren gefördert werden, die schon einen ersten literarischen Erfolg erreichen konnten und die entweder in Brandenburg leben oder deren Leben oder Werk einen Bezug zu Brandenburg hat. Eine aus fünf Personen bestehende unabhängige Fachjury bestimmt den Preisträger.

## Preisträger
Fontane-Preis der Stadt Neuruppin für Literatur (Fontane-Literaturpreis)
- 1994: Sigrid Damm
- 1998: Charlotte Jolles (Sonderpreis anlässlich des Fontanejahres zum 100. Todestag Theodor Fontanes)
- 1999: Günter de Bruyn
- 2004: Friedrich Christian Delius
- 2010: Lutz Seiler für Zeitwaage
- 2012: Moritz von Uslar für Deutschboden. Eine teilnehmende Beobachtung.
- 2014: Christoph Ransmayr für Atlas eines ängstlichen Mannes
- 2016: Josef Bierbichler für Mittelreich

Fontane-Literaturpreis der Fontanestadt Neuruppin und des Landes Brandenburg
- 2019: Peggy Mädler für Wohin wir gehen
- 2021: Judith Zander für Johnny Ohneland
- 2023: Matthias Nawrat für Gebete für meine Vorfahren
- 2025: Lisa Kränzler für Mariens Käfer